# Európai hosszútávú vándorutak
Az Európai Hosszútávú Vándorutak az Európai Gyalogtúra Szövetség (The European Ramblers’ Association (ERA)) által kialakított 11 európai távolsági túraútvonal.
A cél: Európa népeit összekötő túraútvonal-hálózat kialakítása. 1969 óta, amikor az Európai Gyalogtúra Szövetség létrejött, 11 európai hosszú távú túraútvonal került kijelölésre.
A 11 európai gyalogtúra-útvonal teljes hossza 55 000 km körül van. Ebből 2350 km esik Magyarország területére.

## A turistautak
| Turistaút          |  | tervezett                                | elkészült                                                                                    | az út jelzése |
| E1 (kb. 4900 km)   |  | Északi-foktól – Sziciliáig               | Grövelsjöntől (S)– Castelluccio-ik (I)                                                       |               |
| E2 (kb. 4850 km)   |  | Galwaytól – Nizzaig                      | Hoek van Hollandtól (NL) – Nizzaig (F)                                                       |               |
| E3 (kb. 6950 km)   |  | Isztambultól – St. Vincent-fokig         | Aradtól (RO) – Santiago de Compostelaig (E)                                                  |               |
| E4 (kb. 10450 km)  |  | Szent. Vincent foktól – Ciprusig         | Malagától (E) – Krétáig (hiányzanak az útjelzések Románia területén)                         |               |
| E5 (kb. 3050 km)   |  | Pointe du Raztól – Velencéig             | Pointe du Raztól (F) – Veronáig (I)                                                          |               |
| E6 (kb. 5200 km)   |  | Kilpisjärvitől – Dardanellákig           | Norrtäljetől (S) – Koperig (SLO)                                                             |               |
| E7 (kb. 4330 km)   |  | Lisszabontól – Ukrajnáig                 | Monfortinhótól (P) – Nagylakig                                                               |               |
| E8 (kb. 4390 km)   |  | Dursey Headtől – Isztambulig             | Dursey Headtől (IRL) a Beszkidekig (lengyel/ukrán határ)                                     |               |
| E9 (kb. 5000 km)   |  | St. Vincent foktól az észt/orosz határig | Hendayetől (F) – Braniewoig (PL)                                                             |               |
| E10 (kb. 2880 km)  |  | Nuorgamtól – Tarifaig                    | Rügentől (D) – Ulldeconaig (E) (hiányzanak az útjelzések Olaszországban és Franciaországban) |               |
| E11 (kb. 2070 km)  |  | Hágától – Oroszországig                  | Hágától (NL) – Mazuri-tavakig (lengyel – litván határ)                                       |               |
| EB (kb. 2690 km)   |  | Eisenach – Budapest                      | Eisenach (D) – Budapest (H)                                                                  |               |
| GTA (Olaszország)  |  | Wallis Földközi-tengerig                 | Genferseetől (CH) Ventimigliaig (I)                                                          |               |
| GR (Franciaország) |  | Hosszútávú túrautak Franciaországban     | Nr.1 - 90                                                                                    |               |

## Külső kapcsolatok
- Európai Gyalogtúra Szövetség
- E1 Svájcban
- E5 (www.alpenfernwandern.de)
- Német Portál az Európai Hosszútávú Vándorutak német szakaszairól
- Page von Josef Hubertz, Az Európai Hosszútávú Vándorutak felügyelőjének a honlapja
- OKT az E4 magyar szakasza